# Hylaeus aberrans
Espèce
Hylaeus aberrans est une espèce d'insectes hyménoptères de la famille des Colletidae.

## Répartition
L'espèce Hylaeus aberrans a été décrite à partir d'un seul spécimen mâle collecté dans les environs d'Ibadan (capitale de l'État d'Oyo, Nigeria).

## Description
L'holotype de Hylaeus aberrans, un mâle, présente une longueur de 5,5 mm et des ailes de 4,5 mm.

## Systématique
Le nom valide complet (avec auteur) de ce taxon est Hylaeus aberrans (Bridwell (d), 1919).
L'espèce a été initialement classée dans le genre Nothylaeus sous le protonyme Nothylaeus (Analaeus) aberrans Bridwell, 1919,.
Hylaeus aberrans a pour synonyme :
- Nothylaeus (Analaeus) aberrans Bridwell, 1919[1]
- Nothylaeus aberrans Bridwell, 1919[2]

### Publication originale
- (en) John Colburn Bridwell, « Miscellaneous Notes on Hymenoptera », Proceedings of the Hawaiian Entomological Society, Honolulu, Hawaiian Entomological Society (d), vol. 4, no 1,‎ 1919, p. 109-165 (ISSN 0073-134X, OCLC 1751891, lire en ligne).